# Баникас, Георгиос
Георгиос Баникас (греч. Γεώργιος Μπανίκας, 19 мая 1888, Афины — 9 апреля 1956) — греческий легкоатлет, выступавший в прыжках с шестом. Участник летних Олимпийских игр 1908 и 1912 годов.

## Биография
Георгиос Баникас родился 19 мая 1888 года в Афинах.
Выступал в легкоатлетических соревнованиях за «Панэллиниос» из Афин.
В 1906 году вошёл в состав сборной Греции на внеочередных летних Олимпийских играх в Афинах. В прыжках с шестом поделил 5-9-е места, показав результат 3,00 метра и уступив 50 сантиметров завоевавшему золото Фернану Гондеру из Франции.
В 1908 году вошёл в состав сборной Греции на летних Олимпийских играх в Лондоне. В прыжках с шестом поделил 6-7-е места, показав результат 3,50 и уступив 21 сантиметр победителю Альфреду Гилберту из США.
В 1912 году вошёл в состав сборной Греции на летних Олимпийских играх в Стокгольме. В прыжках с шестом поделил 18-22-е места в квалификации, показав результат 3,20 — на 45 сантимеров ниже норматива, дававшего путёвку в финал.
Умер 9 апреля 1956 года.

## Личный рекорд
- Прыжки с шестом — 3,50 (1908)[2]